# 24 octobre
Pour les articles homonymes, voir Vingt-Quatre-Octobre.
24 septembre 24 novembre
Chronologies thématiques
- Croisades
- Ferroviaires
- Sports
- Disney
- Anarchisme
- Catholicisme

Abréviations / Voir aussi
- (° 1852) = né en 1852
- († 1885) = mort en 1885
- a.s. = calendrier julien
- n.s. = calendrier grégorien
- Calendrier
- Calendrier perpétuel
- Liste de calendriers
- Naissances du jour

Le 24 octobre est le 297e jour de l'année du calendrier grégorien, 298e lorsqu'elle est bissextile (il en reste ensuite 68).
C'est généralement l'équivalent du 3 brumaire du calendrier républicain ou révolutionnaire français, officiellement dénommé jour de la poire.

## Événements

### Iersiècleav. J.-C.
- 44 av. J.-C. : Cicéron prononce ou envoie à Rome la deuxième de ses Philippiques contre Marc Antoine, entre une première le 2 septembre précédent puis de nouvelles à partir du 20 décembre suivant.

### Iersiècle
- 69 : Vespasien vainc Vitellius, à la seconde bataille de Bedriacum, durant l'année des quatre empereurs.
- 79 : date supposée de la destruction de Pompéi, anciennement supposée le 24 août de la même année.

### Xesiècle
- 996 : avènement du roi des Francs Robert II, le roi franc de l'an Mille.

### XIIIesiècle
- 1260 : assassinat de Qutuz, sultan mamelouk d'Égypte, remplacé par Baybars.

### XIVesiècle
- 1360 : ratification du traité de Brétigny, entre la France et l'Angleterre.

### XVIesiècle
- 1599 : le pape Clément VIII prononce l'annulation du mariage de Henri IV de France et de Marguerite de Valois.

### XVIIesiècle
- 1648 : traités de Westphalie (guerre de Trente Ans).
- 1681 : Louis XIV entre solennellement dans Strasbourg, après la reddition de la ville libre du Saint-Empire romain germanique le 30 septembre.

### XVIIIesiècle
- 1781 : transfert des reliques de Saint Pie, de Rome à l’église de l’Assomption de Doubs
- 1795 : troisième partage de la Pologne, Stanislas II est contraint à l'abdication.
- 1798 : combat de Malines, pendant la guerre des Paysans.

### XIXesiècle
- 1812 : bataille de Maloyaroslavets, pendant la campagne de Russie.
- 1844 : traité de Huangpu.
- 1854 : décret impérial qui réorganise les régiments d'infanterie légère français.
- 1870 : signature du Décret Crémieux.

### XXesiècle
- 1912 : 
  - bataille de Kirk Kilissé (première guerre balkanique), opposant les troupes bulgares aux troupes ottomanes.
  - Victoire serbe, à la bataille de Kumanovo, pendant la première guerre balkanique.
- 1917 : bataille de Caporetto se soldant par une très lourde défaite des Italiens, alors dans le camp de la Triple-Entente, face aux armées austro-allemandes (Première Guerre mondiale).
- 1918 : 
  - Victoire italienne dans la Bataille de Vittorio Veneto. Après avoir sévèrement battu les troupes austro-hongroises lors de la défensive bataille du Piave, l'armée italienne lance une grande contre-offensive, capturant plus de 5 000 pièces d'artillerie et plus de 350 000 soldats ennemis. La victoire alliée (obtenue par 52 divisions italiennes, 3 divisions britanniques, 2 divisions françaises et un régiment américain contre 61 divisions austro-hongroises) marqua la fin de la guerre sur le front italien. La défaite impériale a assuré la dissolution de la monarchie des Habsbourg, ce qui a été un autre facteur majeur dans la décision de l'Empire allemand de ne plus continuer la guerre, selon le chef d'état-major allemand Erich Ludendorff.
  - Alors que les négociations entre la Triple-Entente et la Triplice ont débuté, l'amiral Sheer ordonne à la flotte impériale de livrer "un dernier combat naval décisif de la Flotte allemande contre la Royal Navy, quand bien même ce serait un duel à mort", dans l'espoir de peser sur les négociations, et provoquant de fait la mutinerie de plusieurs équipages allemands.
- 1930 : coup d'État au Brésil.
- 1940 : entrevue entre Pétain et Hitler, à Montoire-sur-le-Loir.
- 1941 : Kharkov est prise par la 6e armée allemande, durant la première bataille de Kharkov (Seconde Guerre mondiale).
- 1945 : entrée en vigueur de la Charte des Nations unies.
- 1958 : l'Union soviétique approuve un prêt à l'Égypte, pour la construction du barrage d'Assouan[1]
- 1964 : indépendance de la Zambie.
- 1970 : Salvador Allende est élu président du Chili.
- 1990 : élections législatives pakistanaises.

### XXIesiècle
- 2004 : réélection de Zine el-Abidine Ben Ali à la présidence de la Tunisie.
- 2016 : fin de l’attaque de Kirkouk, en Irak.
- 2021 : 
  - en Ouzbékistan, l’élection présidentielle se tient afin d'élire le président de la République pour un mandat de cinq ans[2]. Shavkat Mirziyoyev est réélu président du pays[3].
  - au Soudan, un coup d'État survient contre le gouvernement. Au moins cinq hauts responsables du gouvernement soudanais ont été arrêtés, dont le Premier ministre civil Abdallah Hamdok[4].

## Arts, culture et religion
- 1260 : consécration solennelle de la cathédrale Notre-Dame de Chartres.
- 1658 : première représentation donnée par Molière et sa troupe devant Louis XIV et sa Cour.

## Sciences et techniques
- 1851 : William Lassell découvre Ariel et Umbriel, satellites naturels d'Uranus (la planète).
- 1902 : en France, première utilisation des empreintes digitales pour l'arrestation d'un meurtrier.
- 1931 : ouverture du pont George-Washington.
- 1960 : catastrophe de Nedelin, au cosmodrome de Baïkonour.
- 2003 : dernier vol du Concorde.
- 2013 : annonce de la découverte de la galaxie z8 GND 5296, la plus éloignée connue à ce jour[Quand ?], à une distance apparente de 13,1 milliards d’années-lumière de la Terre.

## Économie et société
- 1641 : Savinien de Cyrano de Bergerac prend un engagement avec un maître à danser.
- 1857 : création du Sheffield Football Club, plus ancien club de football encore en activité.
- 1901 : Annie Edson Taylor traverse les chutes du Niagara dans un tonneau.
- 1929 : début du krach de 1929 (jeudi noir), qui durera jusqu'au mardi noir 29 octobre, à la Bourse de New York de Wall Street, marquant le début de la Grande Dépression.
- 1975 : 
  - assassinat d'İsmail Erez, ambassadeur de Turquie en France, par des terroristes arméniens.
  - grève des Islandaises[5].
- 2023 : en Islande, une grève des Islandaises réunit 100 000 personnes devant le parlement.

## Naissances

### Iersiècle
- 51 : Domitien, empereur romain de 81 à 96 († 18 septembre 96).

### XVIesiècle
- 1503 : Isabelle de Portugal, princesse de Portugal et impératrice du Saint-Empire († 1er mai 1539).
- 1584 : Ernest d'Oettingen-Wallerstein, comte d'Oettingen-Baldern († 18 mai 1626).

### XVIIesiècle
- 1632 : Antoine van Leeuwenhoek, commerçant et microbiologiste néerlandais († 27 août 1723).
- 1674 : Charles-François d'Hallencourt de Dromesnil, prélat impérial († 16 mars 1754).

### XVIIIesiècle
- 1708 : Marie-Henriette de La Tour d'Auvergne, marquise de Berg-op-Zoom († 28 juillet 1728).
- 1739 : Anne-Amélie de Brunswick, duchesse et régente de Saxe-Weimar-Eisenach, compositrice, salonnière († 10 avril 1807).
- 1764 : Dorothea Veit, intellectuelle allemande († 3 août 1839).
- 1765 : James Mackintosh, médecin, philosophe, journaliste, juge et homme politique britannique († 30 mai 1832).
- 1767 : Jacques Laffitte, financier et homme politique français († 26 mai 1844).
- 1784 : Moïse Montefiore, financier et philanthrope britannique († 28 juillet 1885).
- 1788 : Sarah Josepha Hale, auteure américaine († 30 avril 1879).

### XIXesiècle
- 1804 : Wilhelm Eduard Weber, physicien allemand († 23 juin 1891).
- 1815 : Prosper Bressant, comédien français († 23 janvier 1886).
- 1820 : Eugène Fromentin, peintre, critique d'art et romancier français († 27 août 1876).
- 1836 : Eugène-Étienne Taché, architecte québécois († 13 mars 1912).
- 1838 : Annie Edson Taylor, institutrice et aventurière américaine († 29 avril 1921).
- 1855 : James Schoolcraft Sherman, homme politique américain, 27e vice-président des États-Unis de 1909 à 1912 († 30 octobre 1912).
- 1868 : Alexandra David-Néel, érudite et exploratrice franco-belge († 8 septembre 1969).
- 1869 : Hugo von Abercron, officier allemand, aéronaute et auteur de non-fiction († 16 avril 1945).
- 1881 : René Levavasseur, architecte français († 10 novembre 1962).
- 1886 : Delmira Agustini, femme de lettres, poétesse et militante féministe uruguayenne († 6 juillet 1914).
- 1887 :
  - Victoire-Eugénie de Battenberg, reine consort d'Espagne († 15 avril 1969).
  - Vadim Chernoff, artiste-peintre russe puis américain († 17 avril 1954).
- 1891 : Rafael Leónidas Trujillo Molina, militaire et homme politique dominicain, président de la République dominicaine de 1930 à 1938 puis de 1942 à 1952 († 30 mai 1961).
- 1895 : Pierre de Polignac, membre de la famille princière monégasque en tant qu'époux de Charlotte Grimaldi, princesse héréditaire de Monaco († 10 novembre 1964).
- 1899 :
  - Ferhat Abbas, homme politique algérien († 24 décembre 1985).
  - Adèle Denys, conteuse franco-gallo-bretonne centenaire, du pays gallo († 5 janvier 2002).
  - Philippe Kieffer, militaire français († 20 novembre 1962).

### XXesiècle
- 1901 : Jean Bourdeillette, diplomate et poète français († 28 août 1981).
- 1903 : Charlotte Perriand, architecte française († 27 octobre 1999).
- 1910 : Paul-Joseph-Marie Gouyon, prélat français († 26 septembre 2000).
- 1911 :
  - Paul Grégoire, prélat canadien († 30 octobre 1993).
  - Sonny Terry (Saunders Terrell dit), chanteur et harmoniciste de blues américain († 11 mars 1986).
- 1913 :
  - Tito Gobbi, baryton italien († 5 mars 1984).
  - Armand Lanoux, écrivain français de l'Académie Goncourt († 23 mars 1983).
- 1915 : Bob Kane (Robert Kahn dit), auteur de comics américain († 3 novembre 1998).
- 1919 : Alain Jonemann, homme politique français († 19 janvier 1998).
- 1920 :
  - Robert Coffy, prélat français († 15 juillet 1995).
  - Marcel-Paul Schützenberger, mathématicien français († 29 juillet 1996).
- 1924 : John-Franklin Koenig, peintre américain († 22 janvier 2008).
- 1925 : Luciano Berio, compositeur italien († 27 mai 2003).
- 1926 :
  - Rafael Azcona, cinéaste et acteur espagnol († 24 mars 2008).
  - Yalberton Abraham « Y.A. » Tittle, joueur de football américain († 8 octobre 2017).
- 1927 :
  - Gilbert Bécaud (Gilbert François Silly dit), chanteur et compositeur français († 18 décembre 2001).
  - Jean-Claude Pascal (Jean-Claude Villeminot dit), acteur et chanteur français († 5 mai 1992).
- 1929 :
  - Hubert Aquin, écrivain québécois († 15 mars 1977).
  - Micheline Beauchemin, artiste multidisciplinaire québécoise († 29 septembre 2009).
  - Norman Kwong, joueur de la Ligue canadienne de football et homme politique canadien († 3 septembre 2016).
  - Yordan Raditchkov, romancier et dramaturge bulgare († 21 janvier 2004).
- 1930 :
  - The Big Bopper (Jiles Perry Richardson dit), chanteur américain († 3 février 1959).
  - Johan Galtung, politologue et fondateur de l'irénologie norvégien.
- 1931 : Sofia Goubaïdoulina (София Асгатовна Губайдулина), compositrice russe.
- 1932 :
  - Pierre-Gilles de Gennes, physicien français, prix Nobel de physique en 1991 († 18 mai 2007).
  - Robert Mundell, économiste canadien, prix de la Banque de Suède en sciences économiques en mémoire d'Alfred Nobel en 1999 († 4 avril 2021).
  - János Parti, céiste hongrois, champion olympique († 6 mars 1999).
  - Guy Pauthe, joueur de rugby à XV français.
- 1933 : Jean-Marie Pelt, botaniste, pharmacien et professeur français († 23 décembre 2015).
- 1934 : Jacques Berthelet, évêque québécois († 25 janvier 2019).
- 1936 : Bill Wyman (William George Perks dit), musicien britannique du groupe The Rolling Stones.
- 1938 : Francesco Zani, joueur de rugby à XV italien.
- 1939 :
  - F. Murray Abraham (Far(r)id Murray Abraham dit), acteur américain.
  - Lessia Dytchko (Lioudmyla dite Lessia -Vassylivna D.-, Леся Василівна Дичко en ukrainien), compositrice et professeure de musique ukrainienne.
  - Pak Pong-ju (박봉주), homme politique nord-coréen, Premier ministre de la Corée du Nord de 2003 à 2007 et depuis 2013.
- 1940 : Jean-Pierre Genet, cycliste sur route français († 16 mars 2005).
- 1943 : Martin Campbell, réalisateur néo-zélandais.
- 1945 : Gérald Larose, syndicaliste québécois.
- 1946 : Patrick Grandperret, réalisateur, acteur, scénariste et producteur français († 9 mars 2019).
- 1947 : 
  - Kevin Kline, acteur américain.
  - Barbara Cassin, helléniste et philosophe française.
- 1949 : Robert Pickton, tueur en série canadien.
- 1952 : Danielle S. Marcotte, auteure pour enfants canadienne.
- 1954 :
  - Douglas Donald « Doug » Davidson, acteur américain.
  - Thomas Mulcair, homme politique canadien.
  - Marion Michael « Mike » Rounds, homme politique américain, gouverneur du Dakota du Sud de 2003 à 2011.
- 1957 : Valérie Hannin, professeure agrégée d'histoire française.
- 1958 : Nathalie Gadouas, actrice québécoise.
- 1959 : Dave Meltzer (David Allan Meltzer dit), journaliste sportif américain spécialisé dans les sports de combat en particulier le catch et les arts martiaux mixtes.
- 1960 : Gina T (Gina Tielman dite), chanteuse néerlandaise.
- 1961 : 
  - Susan Leigh Still Kilrain, astronaute américaine.
  - Myriam Fox-Jérusalmi, kayakiste française, huit fois championne du monde.
- 1964 : Luc Thuillier, acteur français.
- 1965 : Marcel Mbangu Mashita, Officier Général-major au sein des Forces armées de la République démocratique du Congo.
- 1966 : Roman Abramovitch (Роман Аркадьевич Абрамович), entrepreneur russe.
- 1967 :
  - Thierry Adam, journaliste sportif français.
  - Nadia Chomyn, artiste autiste britannique.
- 1968 : Francisco Clavet, joueur espagnol de tennis.
- 1972 :
  - Vicente Bejarano, matador espagnol.
  - Frédéric Déhu, footballeur français.
  - Kim Ji-soo (en) / 김지수 (Yang Sung Yoon / 양성윤 dite), actrice sud-coréenne.
- 1973 :
  - Vincent Candela, footballeur français.
  - Jérôme Garcès, arbitre international français de rugby à XV (finale de la Coupe du monde de 2019).
  - Levi Leipheimer, cycliste américain.
- 1974 : Wilton Guerrero, joueur de baseball dominicain.
- 1976 : Petar Stoychev (Петър Стойчев), nageur de longue distance bulgare.
- 1977 :
  - Rafael Furcal, joueur de baseball dominicain.
  - Marie-Hélène Prémont, cycliste québécoise.
- 1978 :
  - Charlotte Consorti, kitesurfeuse française.
  - Nadia Daam, journaliste française.
- 1980 :
  - Monica (Monica Denise Arnold dite), chanteuse américaine.
  - Adam Wiśniewski, handballeur polonais.
- 1981 :
  - Florian Philippot, homme politique français.
  - Jemima Rooper, actrice anglaise.
- 1983 : Sacha Massot, basketteur belge.
- 1984 :
  - Agnès Chiquet, haltérophile française.
  - Jonas Gustavsson, hockeyeur sur glace suédois.
- 1985 :
  - Lionel Beauxis, joueur de rugby français.
  - Pablo Mira, humoriste français, cofondateur du Gorafi.
  - Tim Pocock, acteur australien.
  - Wayne Rooney, footballeur anglais.
- 1986 :
  - Guillaume Chaine, judoka français.
  - Drake (Aubrey Graham dit), rappeur, acteur et chanteur canadien.
- 1987 :
  - Anaël Lardy, basketteuse française.
  - Anthony Vanden Borre, footballeur belge d'origine congolaise.
- 1989 :
  - David Castañeda, acteur Mexicano-Américain.
  - Shenae Grimes, actrice canadienne.
  - Eric Hosmer, joueur de baseball américain.
  - Arturo Saldívar, matador mexicain.
  - PewDiePie (Felix Arvid Ulf Kjellberg dit), vidéaste suédois.
- 1990 :
  - Ilkay Gündogan, footballeur allemand.
  - Peyton Siva, basketteur américain.
- 1991 : Bojan Dubljević (Бојан Дубљевић), basketteur monténégrin.
- 1996 : Tamino (Tamino-Amir Moharam Fouad, dit), auteur-compositeur-interprète et musicien belge

### XXIesiècle
- 2001 : Adèle Castillon, actrice et chanteuse française.

## Décès

### Xesiècle
- 996 : Hugues Capet, roi des Francs de 987 à 996 (° vers 940).

### XIVesiècle
- 1375 : Valdemar IV, roi de Danemark de 1340 à 1375 (° vers 1320).

### XVIesiècle
- 1537 : Jeanne Seymour, reine d'Angleterre de 1536 à 1537, épouse du roi Henri VIII d'Angleterre, et mère du roi Édouard VI (° 1508 ou 1509).

### XVIIesiècle
- 1601 : Tycho Brahe, astronome danois (° 14 décembre 1546).
- 1655 : Pierre Gassendi, mathématicien, philosophe et astronome français (° 22 janvier 1592).

### XVIIIesiècle
- 1705 : Marc Nattier,peintre français (° 1642).
- 1725 : Alessandro Scarlatti, compositeur italien (° 2 mai 1660).
- 1726 : Jean Boivin, homme de lettres français (° 28 mars 1663).

### XIXesiècle
- 1802 : Ludovico Manin, dernier doge de Venise, de 1789 à 1797 (° 14 mai 1725).
- 1810 : Léon Marguerite Le Clerc de Juigné, militaire et parlementaire français (° 3 janvier 1733).
- 1818 : Étienne Hubert de Cambacérès, prélat et homme politique, consul, français (° 11 septembre 1756).
- 1852 : Daniel Webster, avocat et homme politique américain, secrétaire d'État des États-Unis, de 1841 à 1843 et de 1850 à 1852 (° 18 janvier 1782).
- 1878 : Paul Cullen, prélat irlandais (° 29 avril 1803).
- 1886 : Salvatore Mazza, peintre italien (° 19 avril 1819).
- 1889 : Loïsa Puget, compositrice française (° 11 février 1810).
- 1898 : Pierre Puvis de Chavannes, peintre français (° 14 décembre 1824).

### XXesiècle
- 1915 : Désiré Charnay, archéologue français (° 2 mai 1828).
- 1935 : Dutch Schultz (Arthur Flegenheimer dit), mafieux américain (° 6 août 1902).
- 1938 : Ernst Barlach, sculpteur allemand (° 2 janvier 1870).
- 1942 : Dimitri Amilakvari, militaire français (° 31 octobre 1906).
- 1943 : Hector de Saint-Denys Garneau, poète québécois (° 13 juin 1912).
- 1944 : Louis Renault, industriel français (° 12 février 1877).
- 1945 : Vidkun Quisling, homme politique norvégien (° 18 juillet 1887).
- 1948 : Franz Lehár, compositeur autrichien (° 30 avril 1870).
- 1955 : Charles Dennis Barney, citoyen irlando-américain, premier doyen masculin de l'humanité répertorié (° 9 juillet 1844).
- 1957 : Christian Dior, couturier français (° 21 janvier 1905).
- 1964 : Émile Couzinet, cinéaste français (° 12 novembre 1896).
- 1967 : René Génin, acteur français (° 25 janvier 1890).
- 1971 : Joseph Siffert, pilote de F1 suisse (° 7 juillet 1936).
- 1972 : Jack Roosevelt « Jackie » Robinson, joueur de baseball américain (° 31 janvier 1919).
- 1974 : David Oïstrakh (Давид Фёдорович Ойстрах), musicien ukrainien (° 30 septembre 1908).
- 1975 : Réal Lemieux, hockeyeur professionnel québécois (° 3 janvier 1945).
- 1976 : Helen Gaige, zoologiste américaine (° 24 novembre 1890).
- 1985 : Maurice Roy, prélat canadien (° 25 janvier 1905).
- 1988 : Josef Vietze, peintre allemand (° 26 septembre 1902)
- 1989 :
  - Eugène Claudius-Petit, résistant et homme politique français (° 22 mai 1907).
  - Jerzy Kukuczka, alpiniste polonais (° 24 mars 1948).
- 1991 : Gene Roddenberry, producteur et scénariste de télévision américain (° 19 août 1921).
- 1993 : Hadjibaba Huseynov, chanteur azéri (° 15 mars 1919).
- 1994 : Raúl Juliá, acteur portoricain (° 9 mars 1940).
- 1996 : Hubert Miles Gladwyn Jebb, diplomate britannique, secrétaire général de l'ONU de 1945 à 1946 (° 25 avril 1900).

### XXIesiècle
- 2001 : Guy Schoeller, éditeur français (° 11 juillet 1915).
- 2003 : Jean-Claude Vajou, journaliste français (° 16 mars 1929).
- 2004 : 
  - James Hickey, prélat américain (° 11 octobre 1920).
  - Didier Lecat, journaliste français (° 17 janvier 1946).
- 2005 :
  - José Azcona del Hoyo, homme d'État hondurien, président de 1986 à 1990 (° 26 janvier 1927).
  - Rosa Parks, militante des droits civiques américaine (° 4 février 1913).
  - Édith Serei, esthéticienne et animatrice canadienne d’origine hongroise (° 1924).
  - Françoise Vatel, comédienne française (° 28 novembre 1937).
- 2009 : William Leroy « Bill » Chadwick, arbitre américain de hockey sur glace (° 10 octobre 1915).
- 2010 :
  - Mike Esposito, dessinateur encreur de comics américain (° 14 juillet 1927).
  - Georges Frêche, homme politique français (° 9 juillet 1938).
- 2011 : John McCarthy, chercheur américain en intelligence artificielle et créateur du LISP (° 4 septembre 1927).
- 2012 : Margaret Osborne duPont, joueuse de tennis américaine (° 4 mars 1918).
- 2014 : Johanna Weber, mathématicienne et aérodynamicienne (° 8 août 1910).
- 2015 :
  - Maureen O'Hara (Maureen FitzSimons dite), actrice irlandaise (° 17 août 1920).
  - Ján Chryzostom Korec, cardinal slovaque (° 22 janvier 1924).
  - Charles Level (Charles Leveel dit), auteur-compositeur-interprète français (° 17 juin 1934).
- 2016 :
  - Reinhard Häfner, footballeur allemand (° 2 février 1952).
  - Bohdan Hawrylyshyn, économiste ukrainien (° 19 octobre 1926).
  - Bobby Vee, chanteur de rock américain (° 30 avril 1943).
- 2017 : Fats Domino, chanteur et musicien de blues (° 26 février 1928).
- 2018 :
  - Tony Joe White, chanteur de rock américain (° 23 juillet 1943).
  - John Ziegler, gestionnaire de hockey américain, président de la Ligue nationale de hockey, de 1977 à 1992 (° 9 février 1934).
- 2020 : 
  - Jacques Bellenger, coureur cycliste français (° 25 décembre 1927).
  - Maurice Bodson, homme politique belge (° 8 octobre 1944).
  - Gordon Brown, sculpteur allemand (° 7 avril 1958).
- 2021 : 
  - James Michael Tyler, acteur américain (° 28 mai 1962).
  - Erna de Vries, survivante allemande et témoin de la Shoah (° 21 octobre 1923).
- 2022 : 
  - Ashton Carter, physicien, auteur et homme politique américain (° 24 septembre 1954).
  - Leslie Jordan, acteur et dramaturge américain (° 29 avril 1954).
  - Dieter Werkmüller, avocat allemand (° 11 juillet 1937).
  - Tomasz Wójtowicz, volleyeur polonais (° 22 septembre 1953).
- 2023 :
  - Lily Afshar, guitariste classique iranienne (° 9 mars 1960).
  - Hans Albert, philosophe et sociologue allemand (° 8 février 1921).
  - Ibrahima Kaba Bah, enseignant et homme politique guinéen (° ? 1931).
  - Marcel Berthomé, homme politique français (° 4 avril 1922).
  - Christiane Collange, journaliste et écrivain française (° 29 octobre 1930).
  - Léon Darnis, homme politique français (° 20 juillet 1928).
  - Murray Elder, homme politique britannique (° 9 mai 1950).
  - Niels Holst-Sørensen, athlète de sprint et de demi-fond danois (° 19 décembre 1922).
  - Ricardo Iorio, musicien et producteur argentin (° 25 juin 1962).
  - Richard Roundtree, acteur américain (° 9 juillet 1942).

## Célébrations
- Nations unies :
  - journée des Nations unies.
  - Premier jour de la semaine du désarmement qui commence le jour anniversaire de la création officielle de l'Organisation des Nations unies en 1945 ci-avant[6].Vue panoramique sur une vallée de l'Azad Cachemire

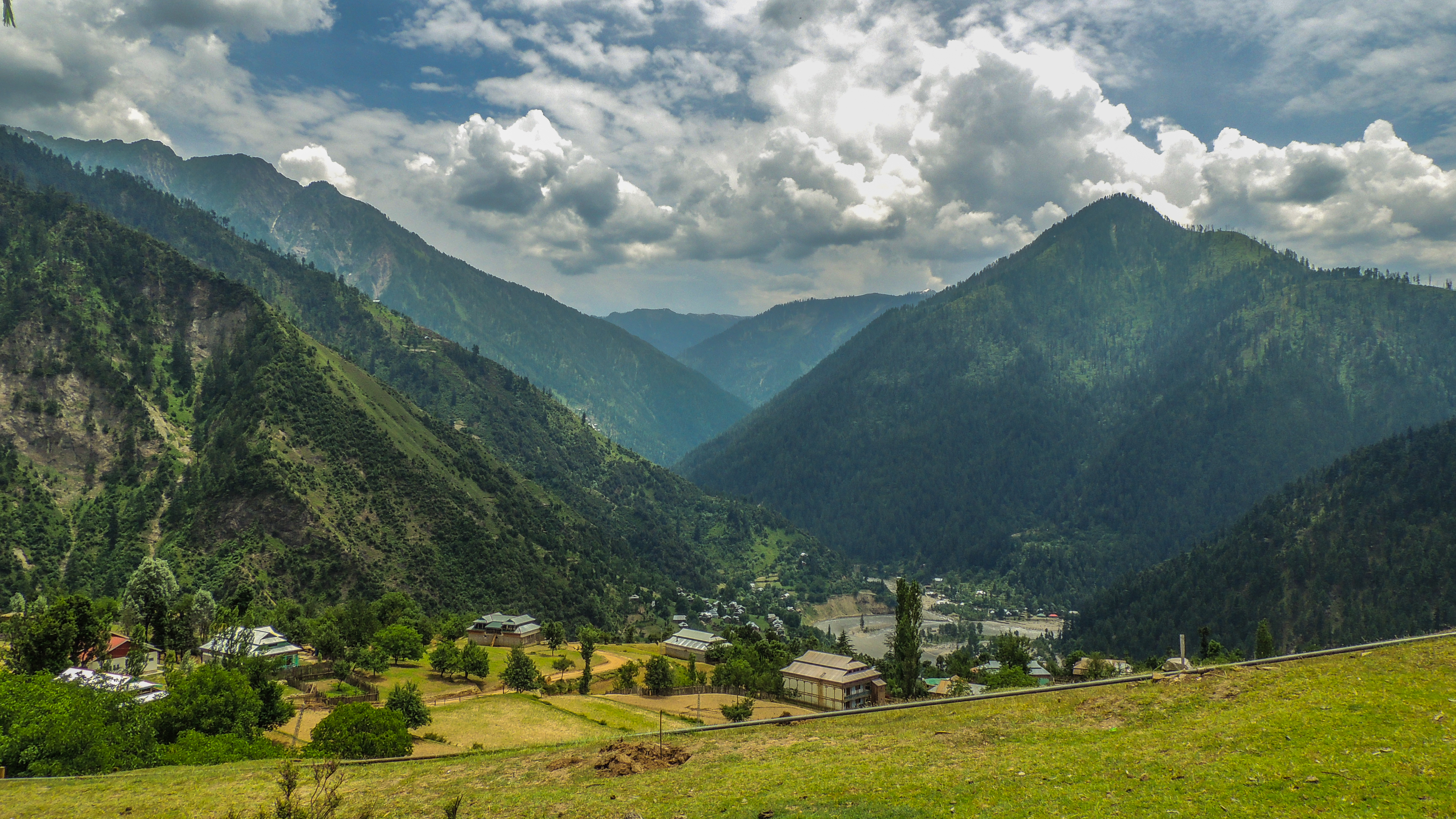
Vue panoramique sur une vallée de l'Azad Cachemire

  - Journée mondiale d'information sur le développement[7].
  - Journée mondiale contre la poliomyélite.
- Azad Cachemire : fête de la création de l'État en quasi-indépendance au sein du Pakistan depuis 1947 (photo ci-contre).
- Suez (Égypte) : fête de la ville[8].
- Zambie : fête nationale commémorant l'indépendance de cette partie de l'ex-Rhodésie vis-à-vis du Royaume-Uni en 1964 supra.

- Rotary International : World Polio Day / « journée mondiale contre la poliomyélite »[9].

- Catholicisme : même station que la veille à Gethsémani et au sépulcre de la Théotokos, avec une nouvelle dédicace (fin VIe s. ?) et les lectures de Héb. 13, 10(-16) et de Jn 3, 13-21 dans le lectionnaire de Jérusalem.

### Saints chrétiens

#### Catholiques et orthodoxes
Saints du jour, :
- Arétas et ses compagnons († 523), martyrs de Najran.
- Claudien († 304), avec Euthier, Flavien, Just et Victor, martyrs à Hiérapolis.
- Évergiste (nl) († 590), évêque de Cologne et martyr.
- Florentin de Bonnet (entre VIIe siècle et c. 950 au Xe siècle), ancien porcher dans l'ancien diocèse de Toul.
- Fromond de Coutances († 690) — ou « Frodomont » —, évêque de Coutances[12].
- Magloire († 568), évêque de Dol(-de-Bretagne).
- Martin de Vertou († 601), archidiacre, puis fondateur d'un monastère à Vertou.
- Saint Pie, martyr des catacombes romaines.
- Potentin (Potan ou Potentinus) († VIIe siècle), compagnon de saint Colomban, fondateur d'un monastère et d'une église à Saint-Pôtan.
- Proclus de Constantinople († 446), patriarche de Constantinople.
- Regnobert de Bayeux († 627), évêque de Bayeux.
- Senoch († 579), abbé en Touraine.

#### Saints et bienheureux catholiques
Saints et béatifiés du jour :
- Antoine-Marie Claret († 1870), fondateur des fils du Cœur Immaculé de Marie.
- Benigna Cardoso da Silva († 1941), bienheureuse laïque brésilienne
- Joseph Baldo († 1915), bienheureux prêtre italien, fondateur des Petites Filles de Saint-Joseph.
- Joseph Lê Dang Thi († 1860), officier dans l’armée, martyr à Hué (cf. 23 octobre), sous l’empereur Tự Đức.
- Louis Guanella († 1915), prêtre italien, fondateur des Serviteurs de la charité et des Filles de Sainte Marie de la Divine Providence.

#### Saints orthodoxes
Outre les saints œcuméniques voire pré-schismatiques ci-avant, aux dates parfois "juliennes" / orientales... 

### Prénoms
Bonne fête aux Florentin et ses féminins : Fiorentina, Florentina, Florentine, Flora (voir aussi les 5 octobre des Fleur ou les 1er décembre des Florence par exemple).
Et aussi aux Magloire, et le féminin Gloria (de) par proximité de sens.

## Traditions et superstitions

### Astrologie
- Signe du zodiaque : 2d jour du signe zodiacal du Scorpion.

### Dictons du jour
- « À la saint-Re(g)nobert, on met les choux par terre. »[13]
- « Pluie de la saint-Florentin dure jusqu'au lendemain. »[14]
- « Quand arrive la saint-Magloire, vigneron sait ce qu'il peut boire. »[15]
- « Souvent à la saint-Florentin, l'hiver lisse le chemin. »[13]

## Toponymie
Si peu de voies, places, sites ou édifices de pays ou provinces francophones contiennent la date même du jour dans leur nom (voir Vingt-Quatre-Octobre), il est à noter au moins une rue Saint-Florentin non liée (directement) au saint ci-avant, en l'occurrence à Paris en France ; et des rue(s), quartier voire collège Saint-Magloire ailleurs.